# گروه ارمادا
گروه ارمادا (عربی: ارمادا القابضة) شرکت املاک و مستغلات اماراتی است، که در سال ۱۹۷۴ توسط محمد رهیف حاکمی تأسیس شد.